# قشلاق صوفيلار حاج ميرزا علي أقا
قشلاق صوفيلار حاج ميرزا علي أقا هي قرية في مقاطعة بارس أباد، إيران. عدد سكان هذه القرية هو 54 في سنة 2006.